# Kniphofia baurii
Kniphofia baurii är en grästrädsväxtart som beskrevs av John Gilbert Baker. Kniphofia baurii ingår i Fackelliljesläktet som ingår i familjen grästrädsväxter. Inga underarter finns listade i Catalogue of Life.